# Фурманка
Фурма́нка — село в Україні, в Уманському районі Черкаської області. У селі мешкає 453 людей.

## Географія
Селом тече річка Тальнянка.

## Історія села
За легендою, назва села походить від історії про спасіння пана, який на знак подяки подарував своєму фурманові землю на березі річки. Коли поселення стало розростатись, його було названо Фурманкою.
Селище засновано в XVIII ст., в часи заселення півдня України. Воно було власністю Потоцьких, а 1809 року було продано Людвігу Сокальському і згодом перейшло у власність Шолайського та Мощенського, а через деякий час — Опочинських.
1842 року було збудовано дерев'яна церкву. Згодом Троц Іван Семенович збудував чотирирічну школу. 1928 року організовано перший колгосп (ім. Шевченка), в який увійшло 13 господарств.
Під час Голодомору 1932—1933 років лише за офіційними даними, комуністи убили голодом 896 мешканців села.
1938 року побудувано 7-річну школу, де навчалося 210 дітей.
Під час німецько-радянської війни 1941—1945 років загинуло 107 чоловік, 17 не повернулось з Німеччини, 11 зниклі безвісти.

## Населення

### Мовний склад
Рідна мова населення за даними перепису 2001 року:
| Мова       | Чисельність, осіб | Доля     |
| ---------- | ----------------- | -------- |
| Українська | 546               | 98,56 %  |
| Російська  | 7                 | 1,26 %   |
| Інше       | 1                 | 0,18 %   |
| Разом      | 554               | 100,00 % |

## Відомі уродженці
- Смоленський Віталій Віталійович — активіст Євромайдану, вбитий угрупованням «Беркут» на вулиці Інститутській у Києві 20 лютого 2014. Герой Небесної сотні.